# Ludovic Auger
Ludovic Auger (Joigny, 17 febbraio 1971) è un ex ciclista su strada francese.

## Palmarès

### Strada
- 1991 (Dilettanti, una vittoria)

Dijon-Auxonne-Dijon
- 1992 (Dilettanti, una vittoria)

Troyes-Dijon
- 1993 (Dilettanti, una vittoria)

Grand Prix des Flandres Françaises
- 1997 (BigMat-Auber 93, una vittoria)

6ª tappa Wyścig Solidarności i Olimpijczyków
- 1998 (BigMat-Auber 93, una vittoria)

Le Samyn
- 2000 (BigMat-Auber 93, una vittoria)

Classifica generale Tour de Normandie
- 2004 (Auber 93, due vittorie)

2ª tappa Tour de la Manche (La Haye-du-Puits > Agon-Coutainville)
Classifica generale Tour de la Manche

## Piazzamenti

### Grandi Giri
- Tour de France

1997: non partito (18ª tappa)
1998: non partito (2ª tappa)
1999: 111º
2001: 133º
- Vuelta a España

2005: ritirato (6ª tappa)

### Classiche monumento
- Milano-Sanremo

2005: 94º
2006: 158º
2007: 151º
- Giro delle Fiandre

2005: ritirato
2006: 69º
2007: 91º
- Parigi-Roubaix

1998: 38º
2001: 53º
2002: 41º
2005: 68º
2006: 86º
2007: ritirato